# Нийл Строс
Нийл Строс е американски журналист и писател (автор на биографични романи).

## Биография и творчество
Нийл Строс е роден на 13 октомври 1973 г. в Чикаго, Илинойс, САЩ.
Автор на книга за сваляческа общност (известна още като „Братството“), обединена около няколко водещи фигури. Книгата „Играта: обществото на свалячите отвътре“ един месец се задържа в списъка на бестселъри на Ню Йорк Таймс през септември-октомври 2005 г. и дълго време след излизането си е в 100-те най-продавани книги на Амазон.
Прякорът на Строс в общността е Стайл. Заедно с другите водещи фигури като Мистъри, Рос Джефрис, Дейвид де Анджело общността достига култов статус сред мъжете от западната култура, имащи проблеми с общуването с противоположния пол. Основоположникът на виртуалната общност е Рос Джефрис, който създава новинарска група за прелъстяване. Рос Джефрис е и прототипът на главния герой във филма Магнолия с Том Круз.
Работи за списание „Ролинг Стоун“ и често пише за вестник „Ню Йорк Таймс“.

## Книги
Основните сюжетни линии в „Играта“ са преобразяването от непривлекателен журналист в наперен паун, който често успява да целуне момиче след първия половин час от запознанството им, благодарение на наученото в „общността на свалячите“. В над 400 страници се разказва за живота на групата за около две години и за различни техники за прелъстяване. Резултатите от „научните опити“ придобиват мащабно парично измерение под формата на семинари. Основната фигура, гуруто Мистъри, е описан като луд гений, способен да отмъкне всяко момиче, невероятен илюзионист. Завършекът на техния странен „проект Холивуд“ (къща до Сънсет булевард, в която се провеждат семинарите) се проваля малко след апогея си. Стайл се залюбва с китаристка на Къртни Лав, напуска общността и се отдава на писане.
В началото на 2006 г. работи над няколко книги от сорта на: Играта за жени и Защитни техники. Друга известна книга е Венерическите изкуства на Мистери, която не е преведена на български.

## Произведения
- The Long Hard Road Out of Hell with Marilyn Manson (1998) – с Мерилин Менсън
- The Dirt (2001) – с Мотли Крю
- Don't Try This at Home (2004) – с Дейв Наваро
- How to Make Love Like a Porn Star: A Cautionary Tale (2004) – с Джена Джеймисън
- The Game: Penetrating the Secret Society of Pickup Artists (2005)
Играта: Проникване в тайното общество на съблазнителните магьосници, изд.: „Сиела“, София (2007), прев. Елисавета Маринкева
- How to Make Money Like a Porn Star(2006)
- Rules of the Game (2007)
- Emergency: This Book Will Save Your Life (2009)
Извънредна ситуация: тази книга ще ви спаси живота, изд.: ИК „Екслибрис“, София (2009), прев. Илиян Лолов
- Everyone Loves You When You're Dead: Journeys Into Fame and Madness (2011)
- The Truth: An Uncomfortable Book About Relationships (2015)